# Thérapie par le shopping
La thérapie par le shopping (en anglais retail therapy ou shopping therapy) fait référence à un comportement d'achat actif (ce qui le différencie du lèche-vitrines passif) qui contribuerait à améliorer l'humeur du consommateur.

## Historique
Le concept de thérapie par le shopping est utilisé pour la première fois de manière ironique en 1986, le jour du réveillon de Noël, dans un article du Chicago Tribune qui dénonce le consumérisme américain.
Il est par la suite repris de manière positive dans le monde du commerce qui l'utilise comme stratégie marketing et moyen de promotion pour stimuler les achats des consommateurs. Dans ce cadre, il contribuerait à améliorer l'humeur du consommateur en provoquant un plaisir passager supplémentaire et la sensation gratifiante d'exercer un plus grand contrôle sur sa vie (consommation régulant l'humeur), ou contribuerait à soulager une personne en période de frustration, dépression, de stress, d'anxiété ou de solitude (consommation compensatoire). Dans ce second cas, ce comportement est parfois recommandé en cas de chagrins d'amour, de blessures narcissiques, de tristesse ou d'ennui,, mais est aussi considéré comme contre-productif et comme un trouble lié à l'achat compulsif (oniomanie couramment appelée fièvre acheteuse),